# Gilda dalla Rizza

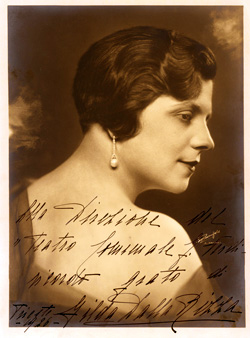
Gilda dalla Rizza, vor 1917

Gilda dalla Rizza (12. Oktober 1892 in Isola della Scala – 5. Juli 1975 in Mailand), eigentlich Ermenegilda dalla Rizza, war eine italienische Opernsängerin (Sopran), die in einer Reihe von Ur- und Erstaufführungen veristischer Opern Hauptrollen verkörperte, beispielsweise die Magda in La rondine (1917) und die Mariella in Il piccolo Marat (1921).

## Leben
Gilda dalla Rizza wurde als Tochter des Verwalters (amministratore) Guglielmo dalla Rizza und dessen Ehefrau, der Hausfrau Maria Pajola, geboren. Im Alter von acht Jahren verlor sie ihren Vater. Anschließend zog sie mit ihrer Mutter und ihrem Bruder nach Sona in das Haus ihres Onkels mütterlicherseits. Ihr Bruder Danilo starb im Alter von 13 Jahren. Der Onkel, ein wohlhabender Landbesitzer, kümmerte sich um ihre schulische, Ausbildung und ermöglichte ihr eine Lehrerausbildung. Gilda dalla Rizza erhielt auch eine fundierte musikalische Ausbildung, sie lernte Klavier und Musiktheorie. Schon früh zeigte sie ihr ganz besonderes Gesangstalent. Mit zehn Jahren sang sie bei einem Konzert in der Chiesa di San Sebastiano in Verona, worüber die Veroneser Zeitung L’Arena damals lobend berichtete.
Sie studierte Gesang bei den Gesangslehrern Luigi Ricci und Giacomo Orefice in Bologna. Sie debütierte – im Alter von 19 Jahren – am Teatro Verdi von Bologna als Charlotte in Werther und hatte in der Folgezeit große Erfolge an Opernhäusern in Italien und Südamerika. 1913 war sie am Teatro Costanzi in Rom in zwei Uraufführungen zu sehen und zu hören – in Uguale fortuna von Vincenzo Tommasini und in La leggenda delle sette torri von Alberto Gasco. Weitere Rollen am Opernhaus von Rom waren die Titelpartien in Iris und in Manon Lescaut. 1915 wurde sie am Teatro Colón in Buenos Aires „begeistert gefeiert“, so Kutsch/Riemens. Sie sang dort unter anderem den Octavian in der südamerikanischen Erstaufführung der Oper Der Rosenkavalier und wurde danach bis 1930 für weitere sieben Gastspiele eingeladen – u. a. 1917 gemeinsam mit Enrico Caruso für die südamerikanische Erstaufführung der Oper Lodoletta von Pietro Mascagni. Im selben Jahr gastierte sie auch an der Oper von Rio de Janeiro in der Titelpartie von Fedora.
Im Dezember 1915 debütierte sie als Jaroslawna in Fürst Igor an der Mailänder Scala und sang dort anschließend u. a. die Maddalena di Coigny in Andrea Chénier und die Eva in Die Meistersinger von Nürnberg. 1923 holte sie Arturo Toscanini erneut an die Scala, wo sie bis 1934 eine „glanzvolle Karriere“ (so Kutsch/Riemens) hatte. Sie übernahm an der Scala die Titelpartien in La traviata, in den vier Puccini-Opern Manon Lescaut, Tosca, Madama Butterfly und La fanciulla del West, sowie in Louise, in Isabeau und in Francesca da Rimini. Sie verkörperte außerdem die die Stephana in der Oper Siberia von Umberto Giordano. Weiters sang sie die Fiora in L'amore dei tre re von Italo Montemezzi und zuletzt 1933/34 die Salud in der italienischen Erstaufführung von La vida breve. Sie trat an der Scala an der Seite berühmter Kollegen auf, u. a. Aureliano Pertile und Mariano Stabile, der an der Seite von Gilda dalla Rizza als Alice Ford den Verdi’schen Falstaff verkörperte. Sie sang unter der Stabführung von Victor de Sabata, Arturo Toscanini und von weiteren namhaften Dirigenten.
Besondere Wertschätzung erfuhr Gilda dalla Rizza von Giacomo Puccini, der ihr 1917 die Rolle der Magda in der Uraufführung seiner Operette La rondine an der Opéra de Monte Carlo anvertraute, nachdem er sie als Minnie in seiner Western-Oper La fanciulla del West gehört und gesehen hatte. Von 1917 bis 1927, und nochmals von 1933 bis 1939, trat sie regelmäßig mit Puccini-Rollen (Tosca, Butterfly, Minnie, Turandot) am Opernhaus von Monte Carlo auf. Als Puccini im Jahre 1921 Gilda della Rizza wieder als Minnie sah, soll er geäußert haben, dass „er sich die Partie genau so bei der Komposition vorgestellt habe.“, so Kutsch Riemens. Gilda dalla Rizza trat auch 1919 an der Römischen Oper in Anwesenheit des italienischen Königs Viktor Emanuel III. in der „Europäischen Erstaufführung“ von Il trittico in der Titelpartie von Suor Angelica und als Lauretta in Gianni Schicchi auf und errang einen durchschlagenden Erfolg bei Publikum und Presse. Die Antiheldin seiner letzten Oper Turandot, die Liù, schrieb Puccini für sie: „Penso che la piccola Liù sarà una parte per voi, non crediate che sia secondaria, tutt'altro.“ In der Uraufführung von Turandot 1926 sang dann allerdings Maria Zamboni die Rolle der Liù.
1920 gastierte sie am Covent Garden in London, wo sie in sechs Puccini-Partien (als Manon Lescaut, Tosca, Madama Butterfly, Suor Angelica sowie als Mimi und Lauretta) besetzt wurde. Im Mai 1921 sang sie am Teatro Costanzi in Rom die Rolle der Mariella in der Uraufführung der Oper Il piccolo Marat von Pietro Mascagni. Im Februar 1922 übernahm sie, an der Seite von Miguel Fleta, am Teatro Costanzi in Rom die Rolle der Giulietta in der Uraufführung der Oper Giulietta e Romeo von Riccardo Zandonai. 1928 nahm sie an einer Deutschland-Tournee mit der Operngesellschaft von Max Sauter-Falbriard teil. In der Saison 1930/31 war sie bei der Italienischen Oper in Holland engagiert. Im Juli 1933 sang sie am Teatro Colon in Buenos Aires die Titelrolle in der Uraufführung der Oper Maria Egiziaca von Ottorino Respighi. 1936 übernahm sie am Opernhaus von Genua die Titelrolle in der italienischen Erstaufführung der Oper Arabella von Richard Strauss.
Gilda dalla Rizza wurde nach Lima und Santiago de Chile eingeladen, sang aber niemals in den Vereinigten Staaten. Gastspiele führten sie nach Amsterdam und Barcelona sowie an die italienischen Opernhäuser von Bologna, Florenz, Neapel, Parma, Turin und Verona.
Am Beginn des Zweiten Weltkriegs zog sie sich, nach 27 Jahren Bühnentätigkeit, in denen sie etwa 60 Hauptrollen gesungen hatte, von der Bühne zurück. 1942 sang sie jedoch nochmals im Rahmen der Puccini-Feierlichkeiten die Titelrolle in Suor Angelica. Sie ließ sich zunächst in Mira in der Nähe von Venedig nieder. Nach ihrem Bühnenabschied wirkte sie als Gesangspädagogin und gab Privatunterricht. Von 1939 bis 1955 war sie, von Gian Francesco Malipiero verpflichtet, Professorin am Konservatorium von Venedig. Zu ihren Schülern und Schülerinnen gehörten u. a. Paolo Badoer, Gianna D’Angelo, Anna Moffo, Adriana Lazzarini, Rita Malatrasi, Elena Rizzieri, Florindo Andreolli und Laura Zannini. Später unterrichtete sie auch am Conservatorio di Musica „Giuseppe Tartini“ in Triest.
Sie war seit 1926 mit dem aus Padua stammenden Tenor Agostino Capuzzo (1889–1963) verheiratet, mit dem sie manchmal auch gemeinsam auftrat. Nach der Pensionierung lebte das Ehepaar im Altersheim „Sturm“ in Bassano del Grappa, wo Gilda dalla Rizza nach dem Tod ihres Ehemannes noch bis 1967 blieb. Anschließend zog sie in die Altersresidenz „Casa di Riposo per Musicisti Giuseppe Verdi“ in Mailand, wo sie im Juli 1975 im Alter von fast 83 Jahren starb.

## Zitat
„Charakteristisch für ihre Stimme waren gutturale und nasale Inflektionen. Technisch nicht perfekt, folgte die Stimme den Anforderungen, die die Darstellerin an sie stellte, und sie brauchte sie mehr dazu, Emotionen auszudrücken als musikalische Wirkung zu erreichen“

## Tondokumente
Zwischen 1913 und 1928 wurde ihre Stimme von Columbia und Fonotipia aufgezeichnet – für Arien aus La traviata, Andrea Chénier sowie aus den Puccini-Opern Madama Butterfly, Manon Lescaut, Tosca und Gianni Schicchi, weiters für eine Gesamtaufnahme von Fedora.